# NA-2022
La  NA-2022  es una carretera local perteneciente a la Red de Carreteras de Navarra que se inicia en PK 15,45 de NA-140 y termina en Abaurrepea/Abaurrea Baja. Tiene una longitud de 0,75 kilómetros.

## Recorrido
| Denominación | Kilómetro | Salida        | Carretera     | Dirección                      |
| ------------ | --------- | ------------- | ------------- | ------------------------------ |
| NA-2022      | 0         |               | NA-140        | Burguete Roncesvalles Pamplona |
| NA-2022      | 0         | Abaurrea Baja | Abaurrea Baja | Abaurrea Baja                  |